# Banikov
A Baníkov (lengyelül Banówka) 2178 m magas hegy a Liptói-havasokban. A hegység 4. legmagasabb hegye, a főgerinc legmagasabb csúcsa. Több turistaút csomópontja.
A neve a szlovák banik (a.m. bányász) szóból származik, mivel a 18. században a hegy oldalában vasércet próbáltak keresni, de a kutatás nem járt eredménnyel.